# La Spezia Challenger 1981
Il La Spezia Challenger 1981 è stato un torneo di tennis facente parte della categoria ATP Challenger Series nell'ambito dell'ATP Challenger Series 1981. Il torneo si è giocato a La Spezia dal 12 al 18 luglio 1981 su campi in terra rossa.

## Vincitori

### Singolare
Adriano Panatta ha battuto in finale  Željko Franulović con il punteggio di 6–2, 6–0

### Doppio
Željko Franulović /  Adriano Panatta hanno battuto in finale  Gianni Marchetti /  EnzoVattuone con il punteggio di 6–2, 6–4